# Koloděje
Koloděje (2. p. Koloděj, německy Kolodei) jsou bývalá obec, nyní městská čtvrť a katastrální území Prahy, tvořící území městské části Praha-Koloděje. Jádro zástavby Koloděj má původní charakter vesnice, významným objektem je přilehlý zámek s oborou. Je zde evidováno 40 ulic a 400 adres. Žije zde zhruba 1500 obyvatel.

## Historie

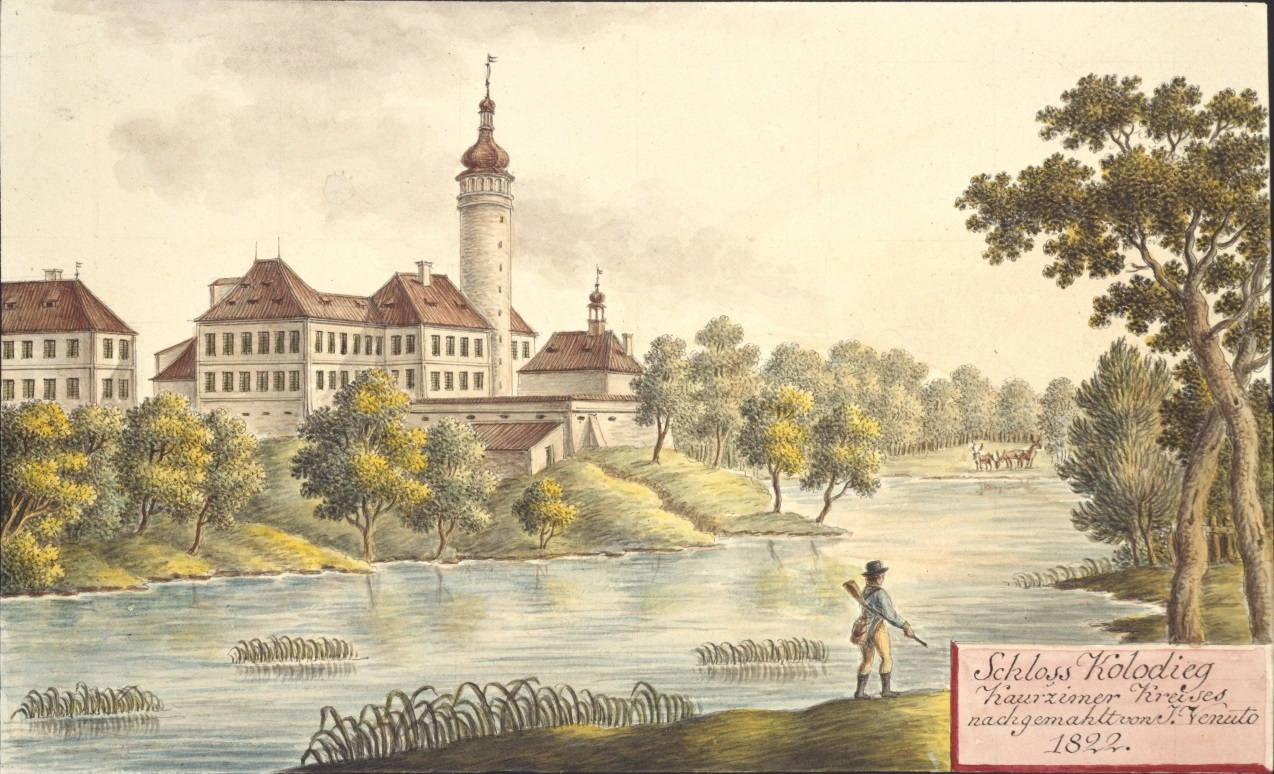
Kolodějský zámek v tehdejším Kouřimském kraji. Malba Jana Antonína Venuta z roku 1822

Počátky Koloděj jsou spojovány se vznikem nové cesty z Prahy na východ (moravské cesty) po opevnění Starého Města pražského po roce 1230, v době Václava I. Bylo zde jedno z mála míst vhodných pro přechod Rokytky. Ves měla název podle kolodějů, tedy kolářů, kteří se usadili u brodu a živili se opravami vozů. Od brodu vedla cesta dále na východ několika paralelními vyježděnými úvozy do kopce. Nejstarší dochovaná zmínka o tvrzi v Kolodějích je z roku 1346. Osada je pravděpodobně starší. Funkci hlavní cesty však brzy (není přesně známo kdy) převzala silnice přes Běchovice a Úvaly (tzv. českobrodská, vídeňská, jihlavská, kolínská), které tehdy také patřila do kolodějského panství. V soupise Kouřimského kraje z roku 1654 jsou Koloděje označeny jako panství náležící panovníkovi. 
Les Vidrholec zasahoval ještě v 17. století až ke Kolodějům a patřil k jejich panství. Celá oblast byla po staletí ohrožována lapky a loupežníky a stala se tím příslovečnou. Již roku 1142 nechal kníže Vladislav po svém nastoupení na trůn les od loupežníků vyčistit. Katovské a soudní knihy okolních měst od 16. století obsahují množství záznamů o popravách lupičů z Vidrholce, mnozí odsouzení měli za sebou několik desítek loupeží. V 16. a 17. století musel majitel panství na příkaz komorního soudu stromy a křoviny na dostřel od císařské silnice z bezpečnostních důvodů vysekávat. Tuto historickou etapu zakončila až výstavba železnice v letech 1840–1845.
V období kolem 17. století měla ves faru, 11 poddanských usedlostí, jeden ovčín a jeden mlýn. Na počátku 18. století v souvislosti s přestavbou zámku byla přirozená sídelní struktura vsi ovlivněna záměrnými přestavbami, které umožnily zahuštění zástavby. Během 18. století vzniklo v obci dalších 10 poddanských hospodářských usedlostí, zčásti i dělením původních, počet domů se tak zvýšil na 30. Tento trend pokračoval i v 19. století. Roku 1797 byly postaveny dřevěné chalupy v dolní části Kuťat. V roce 1806 zde byl vystavěn kostel Povýšení svatého Kříže.
Ve 20. století se jádro obce přemístilo do horní části obce, s jejímž rozvojem počítala již přestavba na počátku 18. století. V roce 1974 byly Koloděje připojeny k hlavnímu městu Praze.
Dne 13. června 2015 se v obci konaly nové obecní volby. Důvodem byla skutečnost, že se po předchozích volbách (říjen 2014) nedokázaly strany, jež uspěly, domluvit na koalici. Členové vítězné TOP 09 na své posty v zastupitelstvu rezignovali a počet jeho členů tak klesl pod potřebných pět. Do nových voleb proto vládlo vedení sestavené na základě voleb v roce 2010.

## Pamětihodnosti
- Zámek Koloděje
- Dům čp. 4
- Kostel Povýšení svatého Kříže

## Území

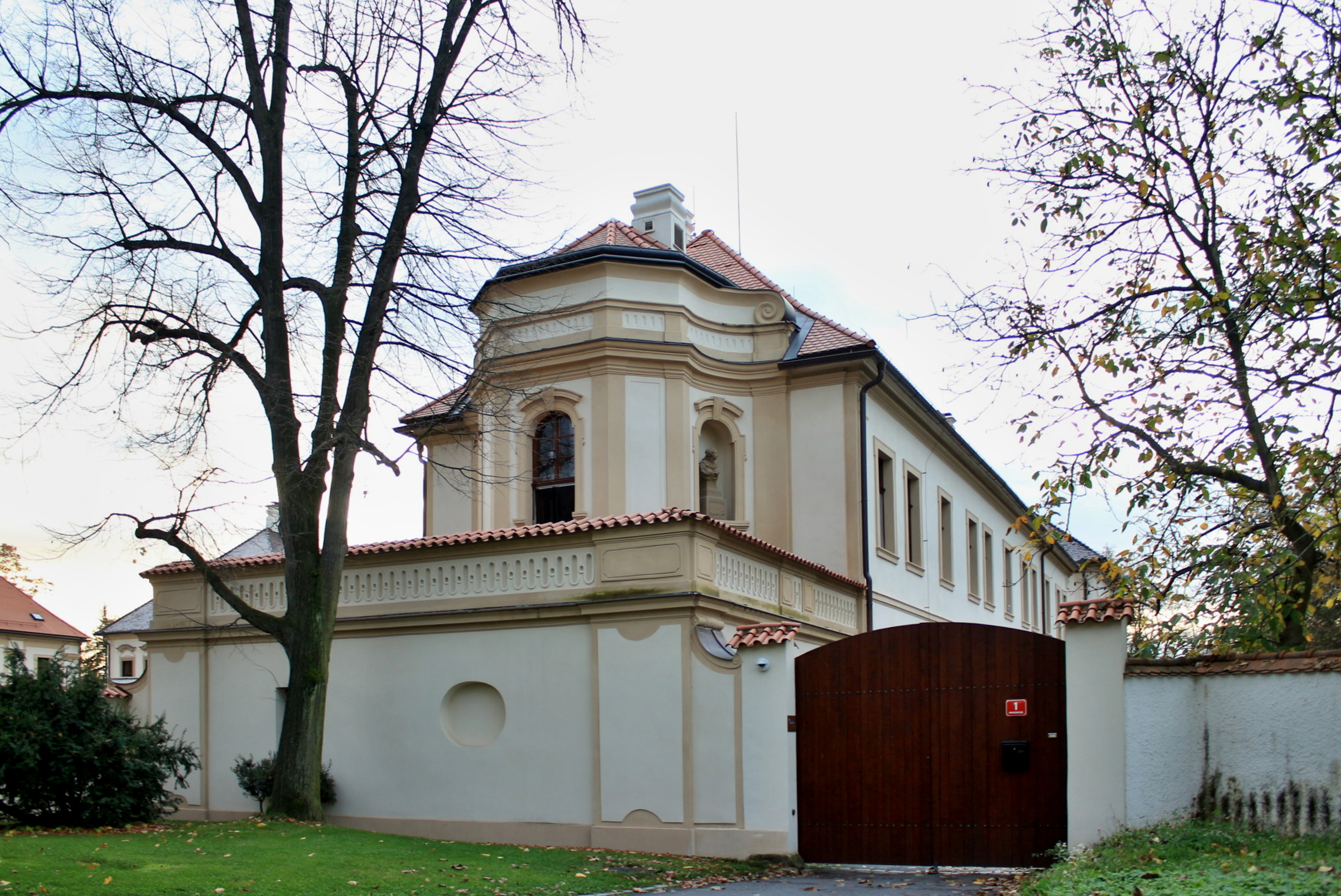
Koloděje zámek

Kolodějskou oborou protéká říčka Rokytka, v oboře na ní leží rybník V Oboře. Rokytka zde tvoří okraj Pražské pánve.
Historicky bývalo centrum vsi u brodu přes Rokytku. Dnes je přirozeným centrem městské části autobusová otočka u kostela Povýšení svatého Kříže na jihu zástavby, vzdálená asi 400 m východně od zámku a obory.

### Sousední čtvrtě a obce
Koloděje sousedí s městskými částmi Praha 21 (k. ú. Újezd nad Lesy), Praha-Běchovice (k. ú. Běchovice), Praha-Dubeč (k. ú. Dubeč) a Praha 22 (k. ú. Hájek u Uhříněvsi) a s obcí Sibřina, zejména s novou zástavbou vyrůstající severně od sibřinské osady Stupice.

## Doprava

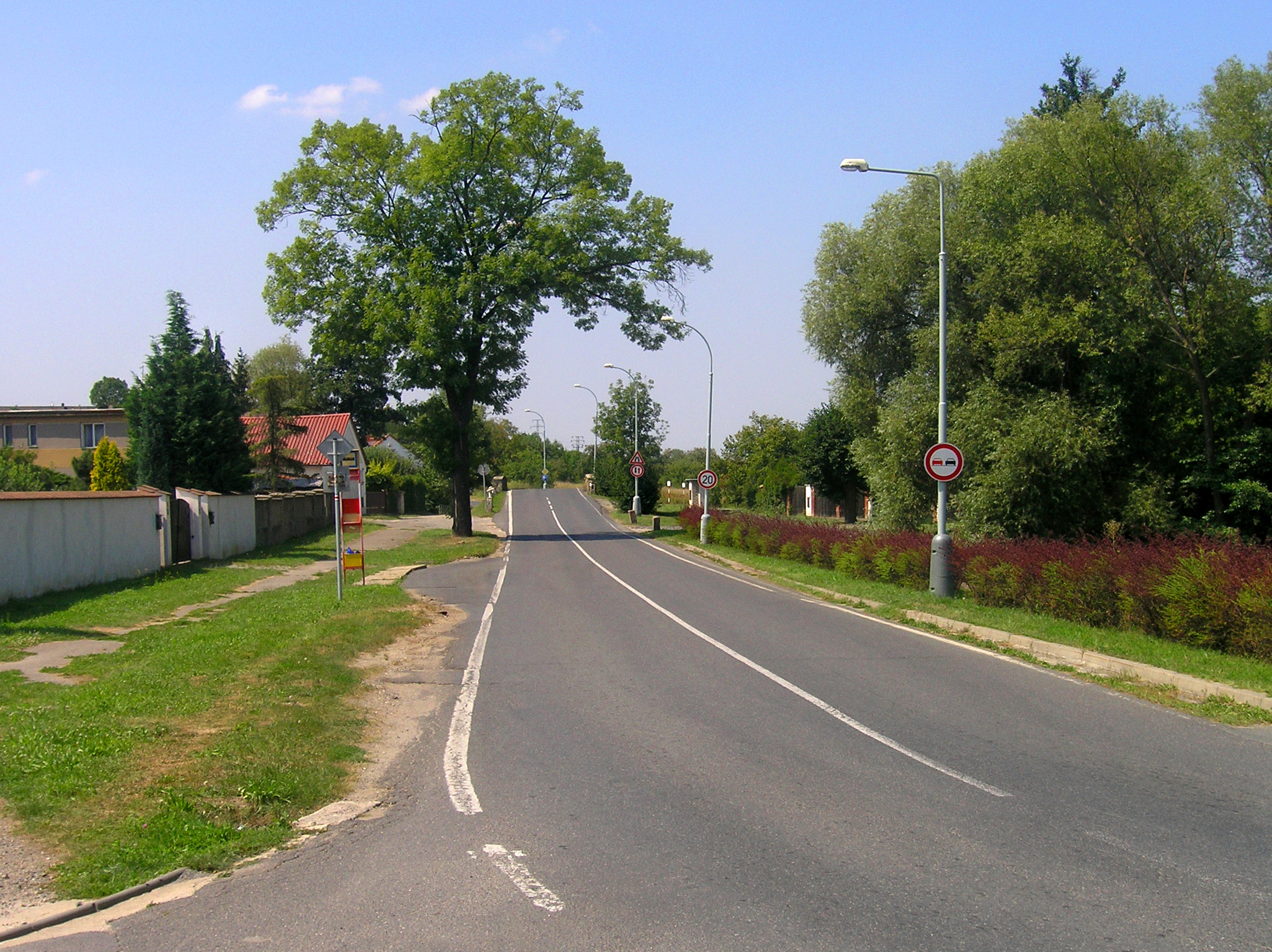
Ulice K Dubči v dolní části Koloděj

Z Koloděj vedou silnice (respektive místní komunikace silničního charakteru) do sousedních vesnic a čtvrtí. Ulice K Dubči vede k Dubči, ulice K Sibřině vede k Sibřině a na kraji Koloděj z ní odbočuje silnička do Stupice, ulice V lipách vede do Újezda nad Lesy a ulice K Běchovicům vede k Běchovicům.
Ve všech těchto čtyřech hlavních směrech jezdí linková autobusová doprava Pražské integrované dopravy. Z Koloděj dále přes Dubeč jezdí celotýdenně městské i příměstské linky ke stanici metra Skalka. Příměstská linka vedoucí z Říčan pokračuje přes Koloděje do Újezdu nad Lesy a umožňuje také návaznost na železniční stanici Praha-Klánovice; dále pokračuje až ke stanici metra Černý Most.

## Turistika
Kolodějemi prochází od Stupice k Újezdu okružní cyklistická trasa Pražské kolo (č. 8100, nově A50). Trasa do Dubče má být v novém pražském systému cyklotras označena A248 a na západním okraji Koloděj z ní má do Běchovic odbočovat trasa A247.
Ve směru od Uhříněvsi a Královic, podél východního okraje obory a k Běchovicům, prochází červeně značená pěší turistická trasa č. 0008.

## Znak a prapor
V minulosti jakožto pouhá vesnice neměly Koloděje na vlastní symboly nárok. Znak a prapor navržený obcí jim byly uděleny až v roce 1994.
V heraldicky pravé (tj. levé) polovině štítu je znak Prahy, v levé polovině je v zeleném poli zlaté kolo se dvanácti špicemi s oddělenou horní loukotí. V patě štítu je modré vlnité břevno stříbrně lemované. Prapor má zelený list, na němž je žluté kolo z kolodějského znaku.

## Fotogalerie

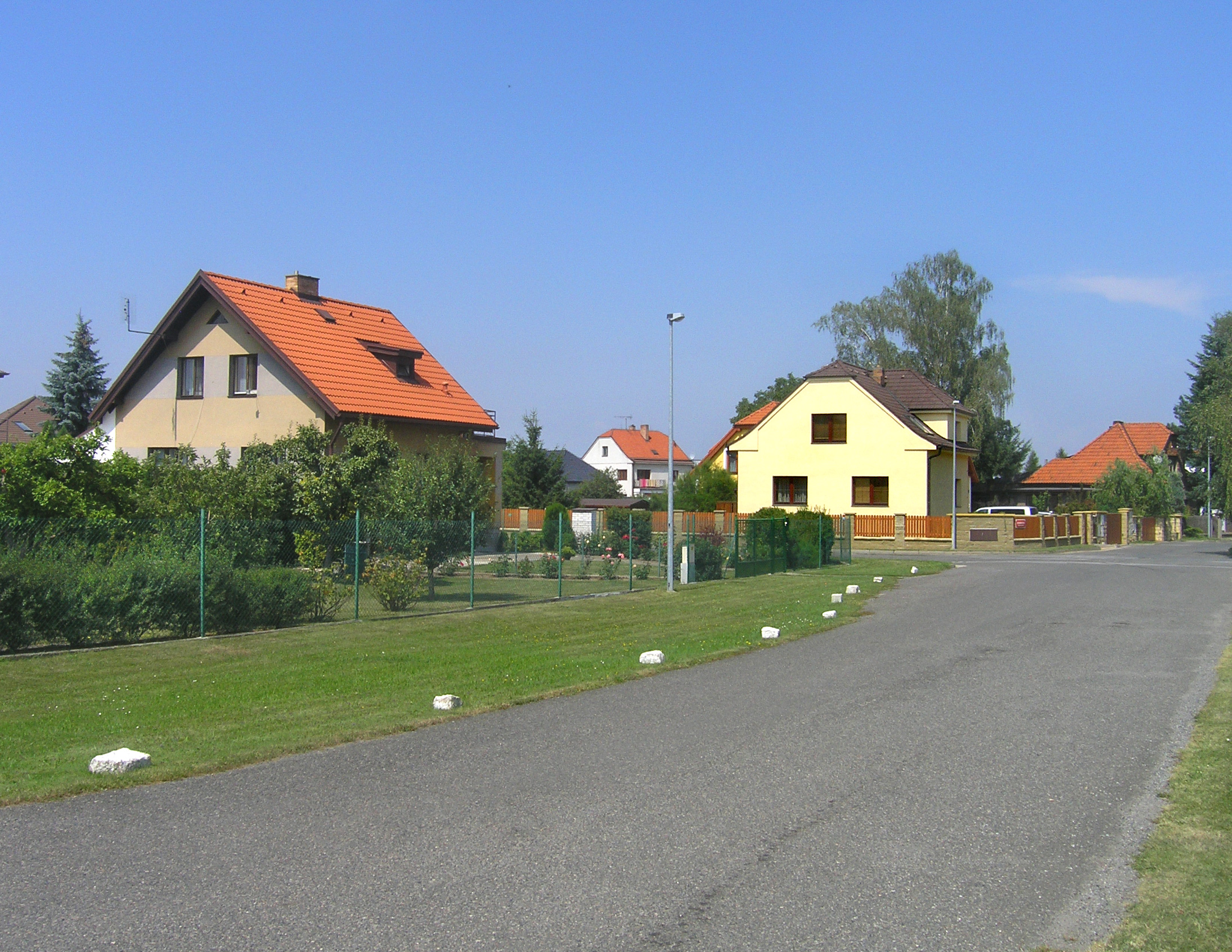
Vilky v horní části Koloděj
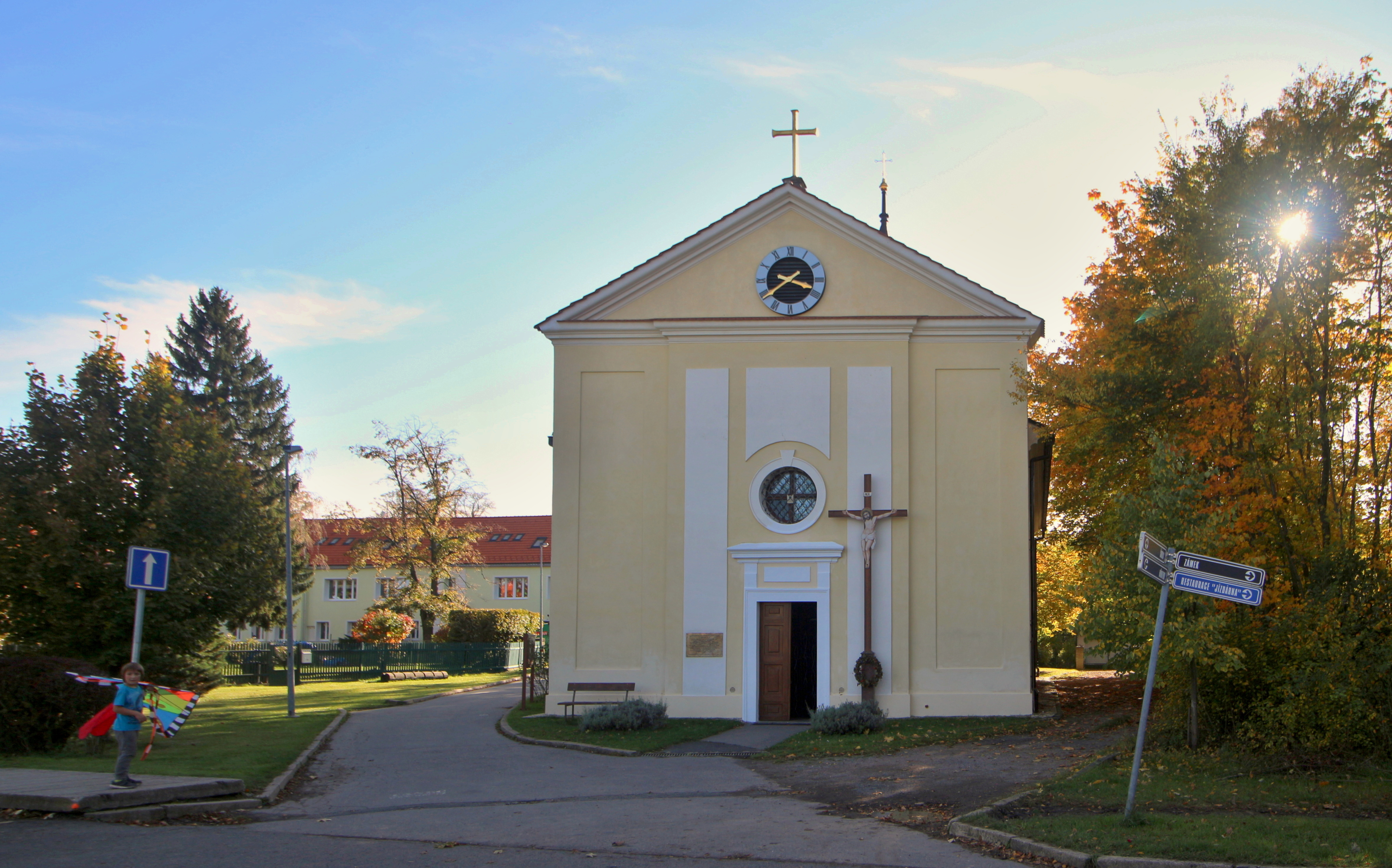
Kostel Povýšení svatého Kříže u Podzámecké ulice
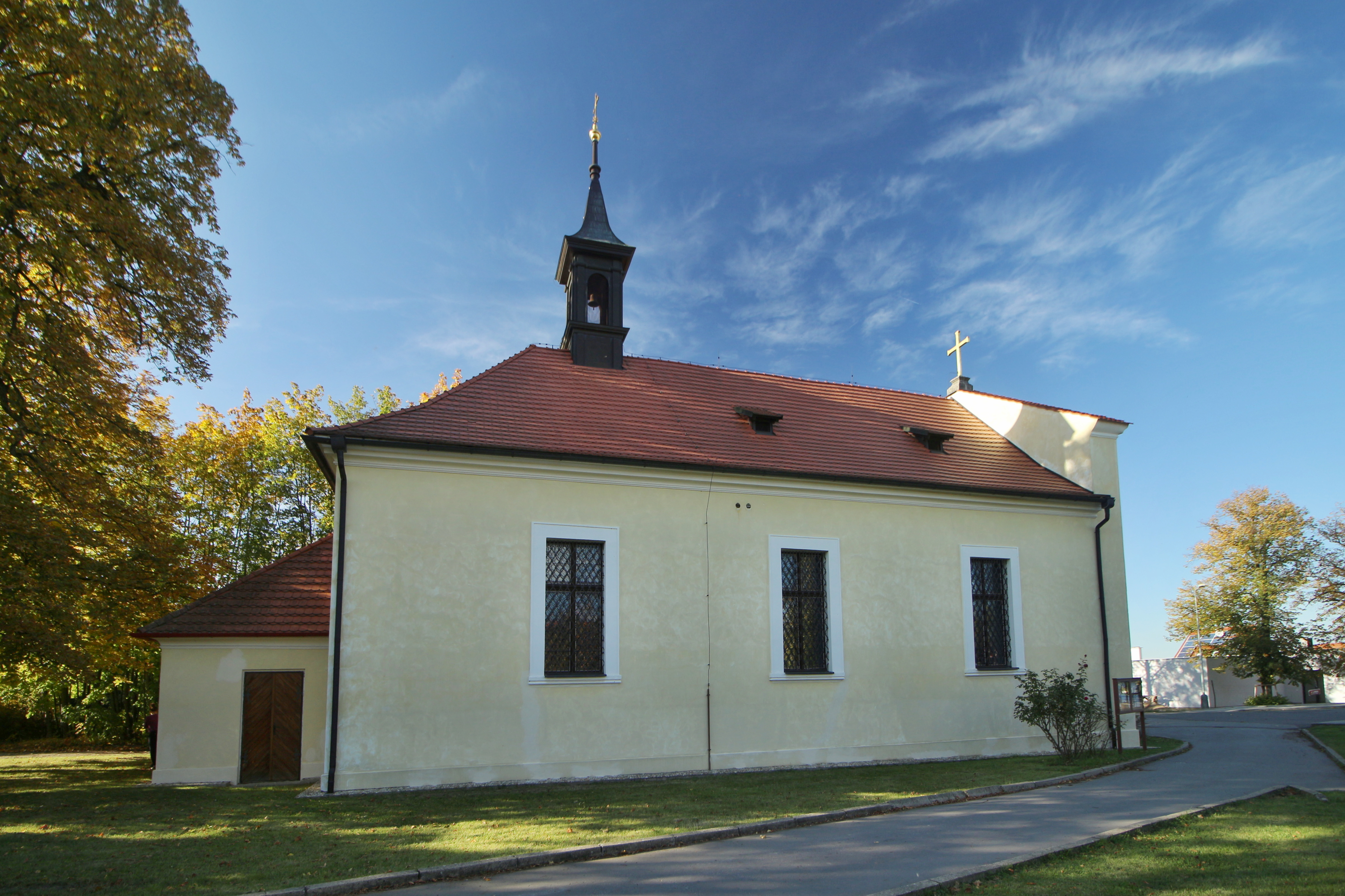
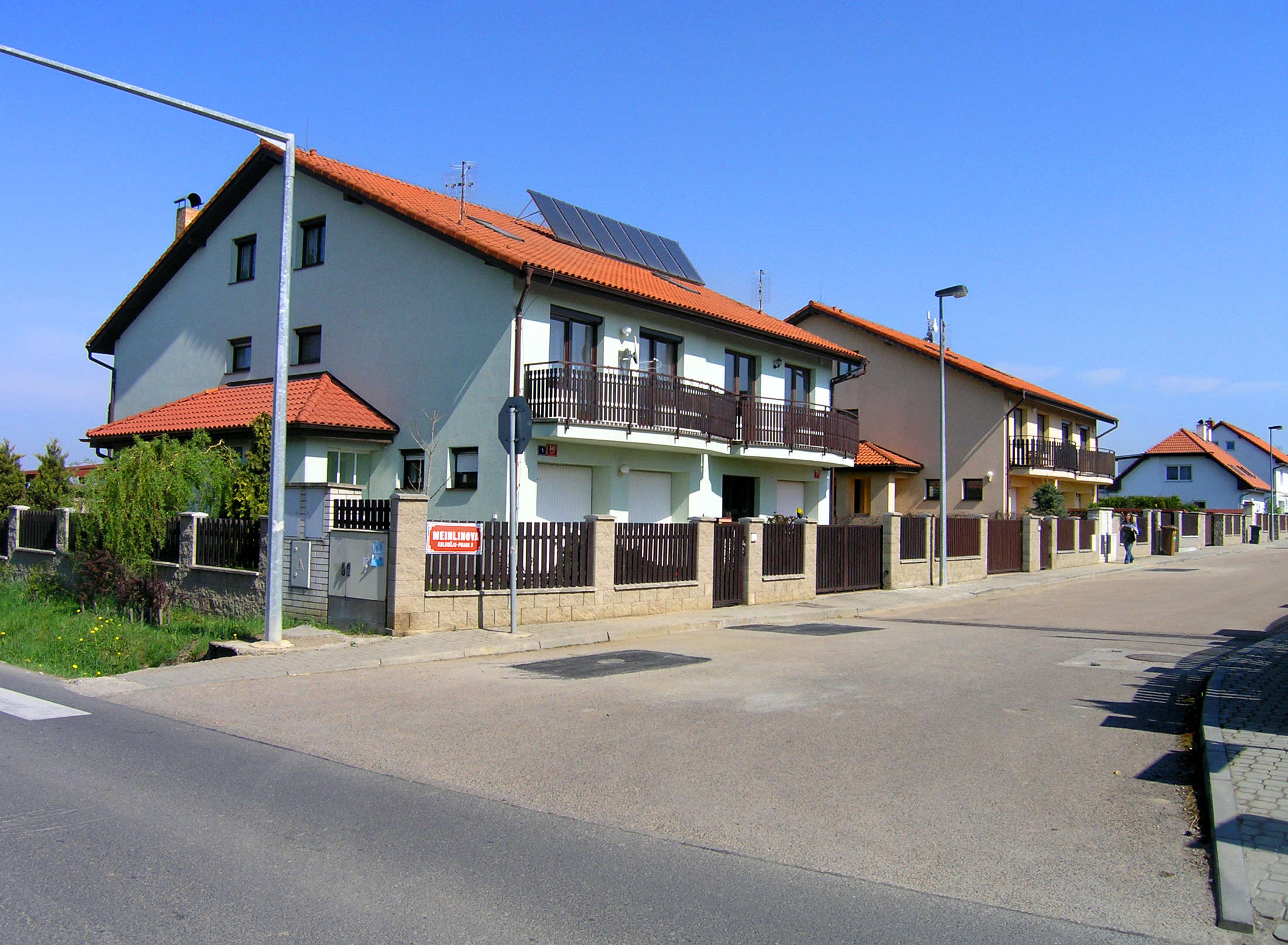
Nová výstavba na severu Koloděj
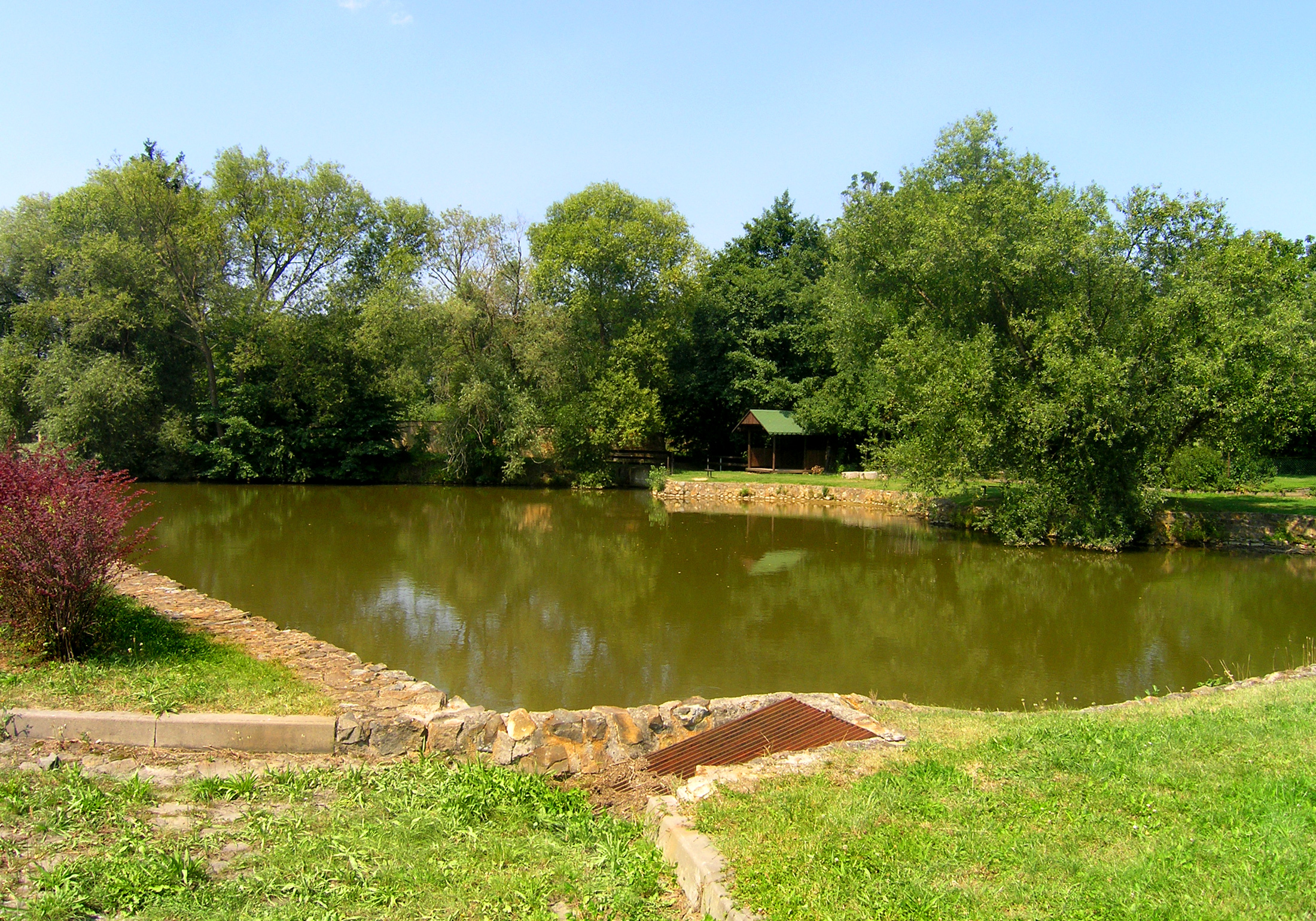
Rybník na Rokytce v dolní části Koloděj